# Karmnik rozesłany
Karmnik rozesłany (Sagina procumbens  L.) – gatunek rośliny należący do rodziny goździkowatych. Występuje w Europie, Azji i Afryce Północnej. W Polsce pospolity. Jest również uprawiany.

## Morfologia

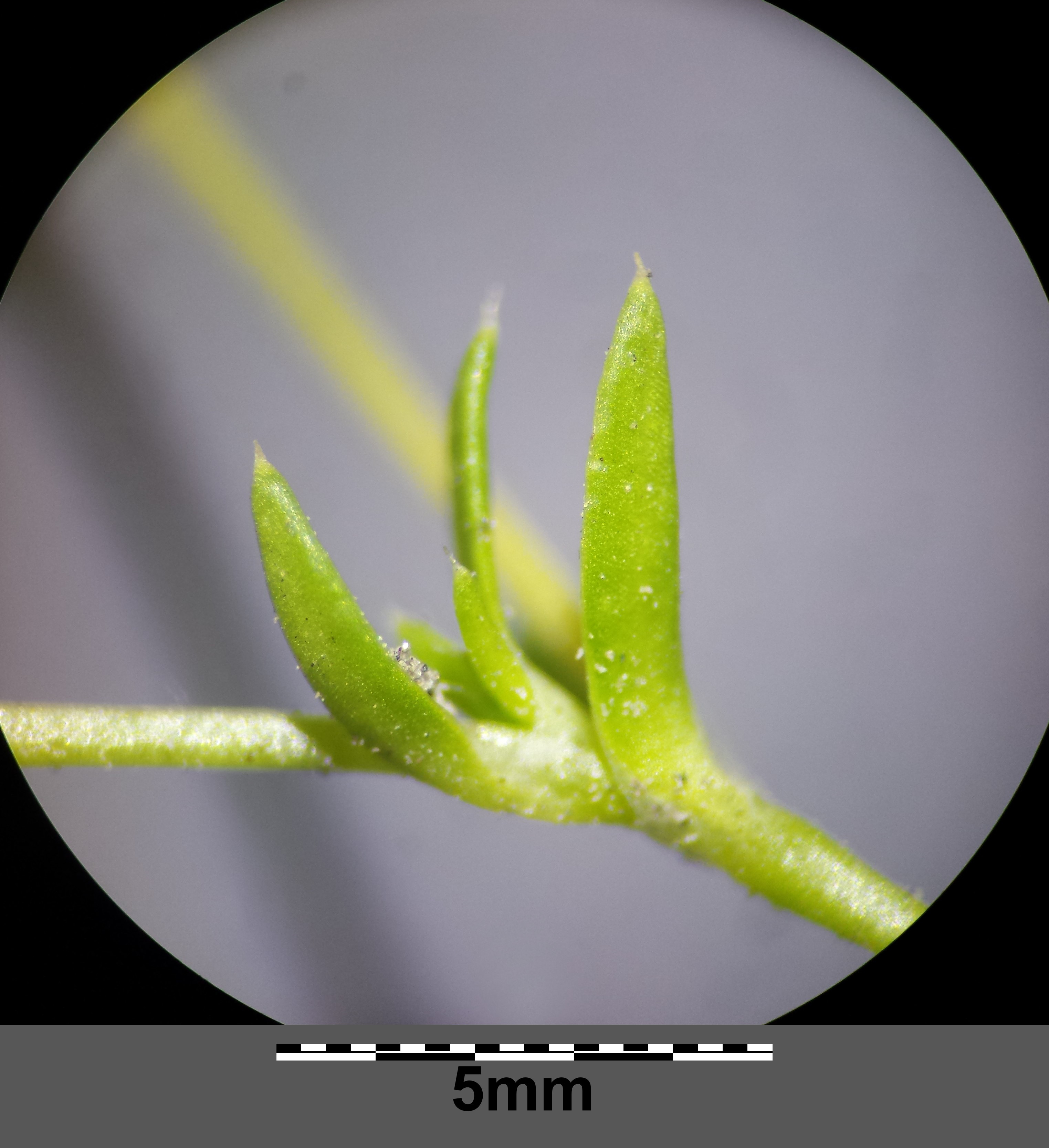
Krótkoościste liście

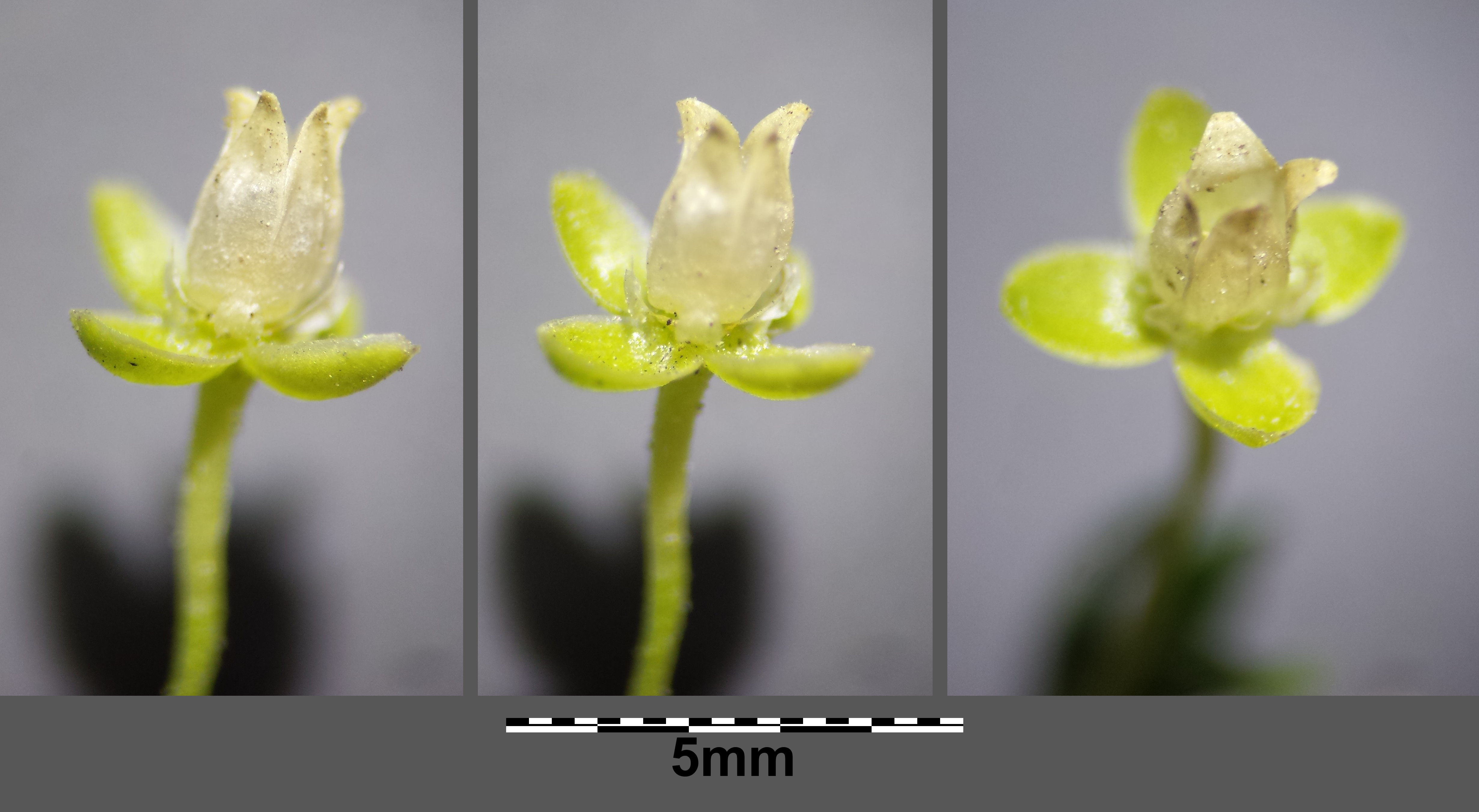
Owoc

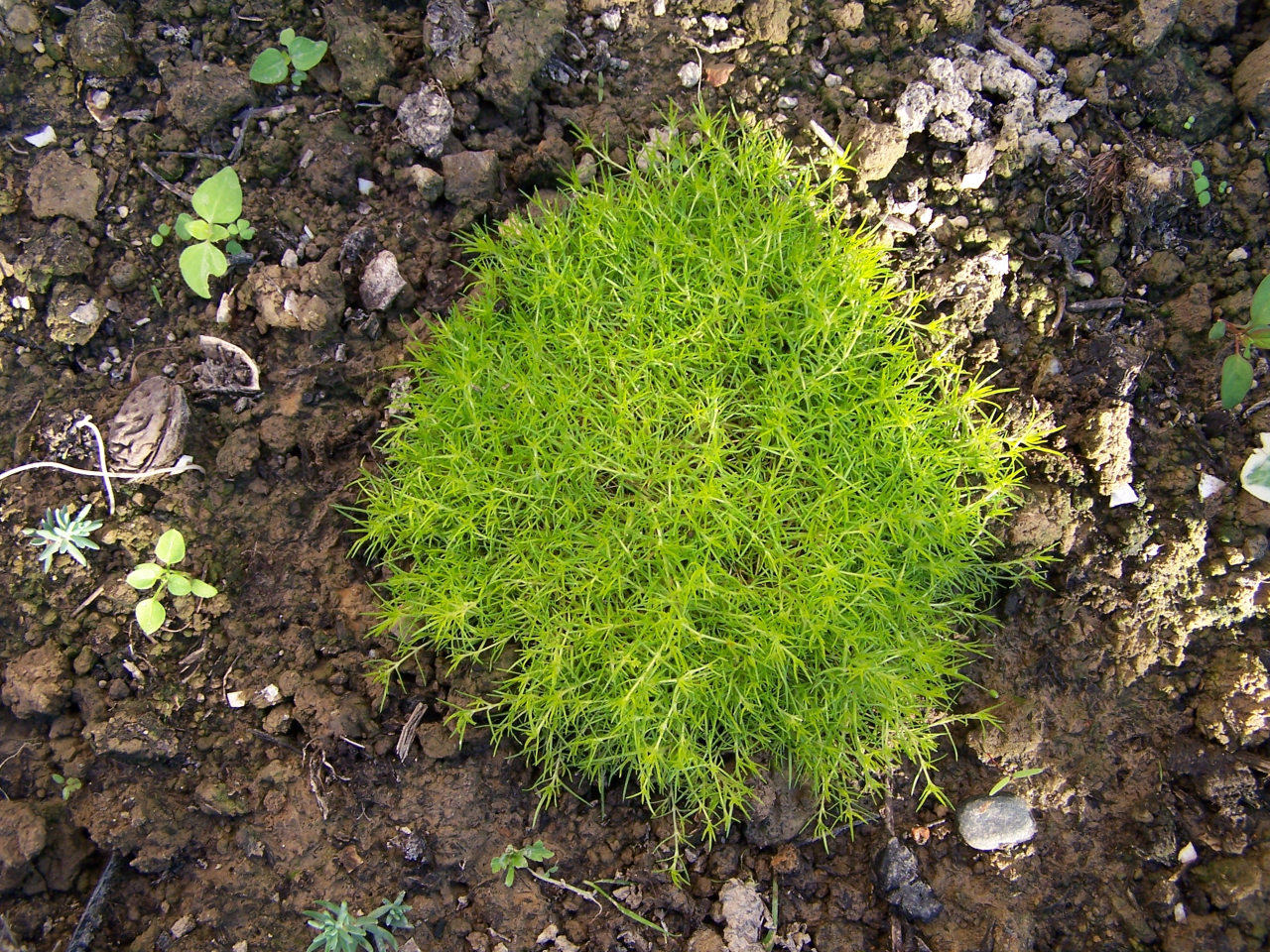
Odmiana ozdobna 'Aurea'

PokrójJedna z mniejszych naszych roślin krajowych. Roślina darniowa tworząca zwarte kępy o wysokości kilku cm.
ŁodygaPokładająca się, o długości do 10 cm. U nasady zakorzenia się.
LiścieBardzo krótkie, wąskie, zakończone ością. Na brzegach orzęsione.
KwiatyDrobne, białe, o stępionych działkach. Składają się z kielicha, 4 działek, 4 płatków korony i 4 słupków. Wyrastają na szypułkach odgiętych na końcu. Płatki korony dużo krótsze od kielicha.
OwocTorebka dłuższa od kielicha.

## Biologia i ekologia
- Bylina, chamefit. Kwitnie od maja do września.
- Siedlisko: wilgotne miejsca: przydrożne rowy, pola, brzegi wód, Jest chwastem w uprawach rolnych[4].
- W klasyfikacji zbiorowisk roślinnych podgat. S. procumbens subsp. procumbens to gatunek charakterystyczny dla Ass. Bryo-Saginetum procumbentis[5].
- Liczba chromosomów 2n=22.

## Zastosowanie
Jest uprawiany jako roślina ozdobna. Uprawia się zarówno formę typową, jak i odmiany, najczęściej kultywar ‘Aurea’ o żółtozielonych pędach. Dzięki swojej poduszkowatej formie roślina jest dekoracyjna przez cały czas. Odmiana ‘Aurea’ kwitnie mniej obficie od typowej formy, ale daje ciekawe zestawienia kolorystyczne z innymi roślinami. Nadaje się do ogrodów skalnych i do obsadzania murków. Wymaga stałej wilgotności i podlewania, gdy gleba jest zbyt sucha.